# Église Saint-Georges-de-Kachvéti
L'église Saint-Georges-de-Kachvéti (géorgien : ქაშვეთის წმინდა გიორგის სახელობის ტაძარი) est une église orthodoxe dépendante du patriarcat géorgien.

## Présentation
L'église Saint-Georges-de-Kachvéti est située sur l'avenue Roustavéli à côté de l'ancien Parlement de Géorgie. L'édifice a été construit entre 1904 et 1910. Le style architectural est basé sur celui de la cathédrale de Samtavissi.
Le nom Kachvéti est dérivé des mots géorgiens Kva pour « pierre » et chva pour « donner naissance ». La légende remonte au VIe siècle quand un moine dénommé David Gareja fut accusé par une femme d'avoir mis une femme enceinte à Tbilissi. David Gareja a prophétisé que sa négation serait prouvée quand elle accouchera. Elle donna naissance à une pierre à l'endroit qui a reçu le nom de Kachveti.